# Pomnik Juliusza Słowackiego w Miłosławiu
Pomnik Juliusza Słowackiego w Miłosławiu – pierwszy pomnik poświęcony Juliuszowi Słowackiemu na ziemiach polskich, ufundowany przez Józefa Kościelskiego, odsłonięty w 1899.

## Opis pomnika
Pomnik usytuowany jest na lekkim wzniesieniu, otoczony z trzech stron trawnikiem, na zachód od pałacu. Wykonany z kremowego marmuru przez Władysława Marcinkowskiego. Przedstawia popiersie poety na kwadratowej kolumnie. Po lewej stronie do kolumny przylega łukowata ławeczka z pełnym oparciem. Po prawej stronie znajduje się figura siedzącej dziewczyny w ludowym stroju, opierająca się o kolumnę. Kompozycję uzupełniają niewielkie kolumny z kamiennym zniczem i urną, które symbolizują życie oraz śmierć.

## Historia pomnika
- odsłonięcie pomnika 16 września 1899 w 50. rocznicę śmierci poety; podczas uroczystości przemawiali Henryk Sienkiewicz (opublikowane przemówienie Mowa polska[2]), krytyk literatury Włodzimierz Spasowicz, książę Zdzisław Czartoryski i profesor literatury uniwersytetu lwowskiego Bronisław Dembiński. Obecni byli również Julian Fałat, Leon Wyczółkowski, Ferdynand Hoesick i Marian Gawalewicz[1],
- rozbiórka pomnika w okresie okupacji niemieckiej,
- powrót popiersia na miejsce w 1952,
- ponowne odsłonięcie pomnika w 1984 w 85. rocznicę ufundowania pomnika,
- odsłonięcie odrestaurowanego pomnika z okazji 150-lecia Wiosny Ludów w 1998,
- podobna patriotyczna uroczystość odbyła się 18 września 1999 w 100. rocznicę jego odsłonięcia[3],
- rekonstrukcja uroczystości odsłonięcia pomnika z okazji 120-lecia wydarzenia[4].